# Festival Timitar
O Festival Timitar (ⵜⵉⵎⵉⵜⴰⵔ em escritura tifinague) é um festival de música marroquina que tem lugar em Agadir, em julho, em todos os anos desde 2004.

## Festival

### Génese
Timitar foi iniciado pelo conselho regional de Suas-Massa-Draa, especialmente por seu presidente Aziz Akhennouch, e pela wilaya de Agadir. Deve seu nome, que significa «signos» em berber, ao político Hassan Aourid. O festival pretende ser um espaço de reencontro entre os artistas berberes e os músicos do mundo. Brahim El Mazned, seu director artístico, descreve-o como «um festival com identidade berber, mas […] aberto ao conjunto de Marrocos e do mundo para chegar a um público mais amplo»..

### Primeiras edições
Na primeira edição do festival, celebrada ao longo de 5 dias em julho de 2004, tiveram lugar 37 concertos diante de 500 000 espectadores. Timitar acolheu, entre outros, o pianista norte-americano de jazz Randy Weston, ao cantor Idir e o grupo berberIzenzaren.
Em 2005, o festival prolongou-se durante 8 dias e congregou 46 grupos. Actuaram Faudel e Alpha Blondy, bem como artistas marroquinos como Oudaden e Nass El Ghiwane. Os concertos foram gratuitos e tiveram lugar em três palcos no centro da cidade: a praça Al Amal, com capacidade para 50 000 espectadores, o palco Bijaouane, com 25 000 lugares, e o teatro ao ar livre de Agadir, com capacidade para 3000 espectadores. O festival esteve organizado pela associação Timitar, recém criada com o fim de profissionalizar a sua actividade. A associação foi dirigida por Abdellah Rhallam, ex-presidente do Raja Casablanca. Fatim-Zahra Ammor foi nomeada directora do festival.